# 奇平諾頓
奇平諾頓（英語：Chipping Norton）是英格蘭牛津郡的一個城市和民政教區。據2011年人口普查，奇平諾頓有人口6,337人。

## 友好城市
- 法國 韦克桑地区马尼

## 外部連結
维基共享资源上的相關多媒體資源：奇平諾頓